# Deklarace nezávislosti Autonomní republiky Krym a města Sevastopol
Deklarace nezávislosti Autonomní republiky Krym a města Sevastopol je deklarace přijatá 11. března 2014 Nejvyšší radou Autonomní republiky Krym a Městskou radou Sevastopolu v rámci příprav na všelidové hlasování, které se konalo 16. března 2014. Podle tohoto prohlášení byla 17. března 2014 vyhlášena nezávislá Republika Krym, ve které získalo město Sevastopol zvláštní status. Ukrajina, Evropská unie a Spojené státy toto referendum nepokládají za legitimní a jeho výsledky neuznávají.

## Legalita a legitimita

### Západní pohled
Západní svět a Ukrajina referendum neuznávají, protože jeho vyhlášení odporuje některým mezinárodním normám, například Budapešťskému memorandu. Podle nich také odporuje ukrajinské ústavě i ústavě Krymu (v které není daná pravomoc Krymu svěřená). Zastánci platnosti referenda se odvolávají na článek 138 ústavy Autonomní republiky Krym, který umožňuje pořádání místních referend. Kritici tohoto právního názoru tvrdí, že právo na pořádání místních referend takto vykládat nelze, neboť aplikací stejné argumentace by šly dovodit evidentní "nesmysly", např. že referendem provedeným na Krymu by šel např. odvolat ukrajinský prezident. Podle tohoto právního stanoviska evidentně tedy samo právo na pořádání referend nijak nemění rozsah pravomocí svěřených Autonomní republice Krym. Dalším argumentem, vyvozujícím neplatnost referenda, je fakt, že se o (defakto) připojení k Rusku rozhodovalo v zemi obsazené Ruskou armádou, tedy že nešlo o dobrovolné vyjádření vůle.
K tomuto právnímu názoru se připojilo např. plénum OSN, když 100 hlasy ku 11 prohlásilo dané referendum za neplatné. V radě bezpečnosti OSN rezoluci označující akty Ruska a Krymu za nelegální vetovalo samotné Rusko. Referendum i samotnou Deklaraci nezávislosti ze stejného důvodu považuje za ilegální i Evropská unie.
Referendum navíc proběhlo po rozpuštění krymského parlamentu ukrajinským parlamentem, který ale jeho kroky neuznával. Poradci ruského prezidenta posléze prohlásili, že výsledky referenda byly zfalšované.

### Pohled Ruska a Krymu
Formální odůvodnění deklarace vychází z ustanovení Charty Organizace spojených národů, z několika dalších mezinárodních nástrojů uznávajících právo národů na sebeurčení a z rozhodnutí Mezinárodního soudního dvora o tom, že Deklarace nezávislosti Kosova neporušila mezinárodní právo. Kritici ovšem upozorňují, že tato argumentace je dosti problematická, protože v daných případech existují podstatné rozdíly: jednak se právo na sebeurčení týká vzniku národních států, nikoli toho, když se chce území obývané národní menšinou připojit k sousednímu státu (např. se tedy právo na sebeurčení netýkalo sudetských Němců, kteří jsou z tohoto pohledu ve stejné situaci, jako krymští Rusové). A jednak právo na sebeurčení je vždy v konfliktu s právem státu na suverenitu, teprve velké oslabení tohoto práva na suverenitu (např. válečnými zločiny, které provedla Srbská armáda na území Kosova, kdy se snažili vyhnat etnické Albánce ze země) může způsobit, že právo na sebeurčení převáží natolik, že je možné jednostranné vyhlášení nezávislosti.

## Přijetí
Deklarace byla přijata Nejvyšší radou Autonomní republiky Krym na mimořádném plenárním zasedání 11. března 2014 (podepsaná předsedou Nejvyšší rady Autonomní republiky Krym Vladimírem Konstantinovem) a rozhodnutím Rady města Sevastopol na mimořádném plenárním zasedání 11. března 2014 (podepsaná předsedou Rady města Sevastopol Jurijem Dojnikovem). Prohlášení bylo schváleno hlasováním počtem 78 z 81 poslanců Nejvyšší rady Autonomní republiky Krym, kteří se hlasování zúčastnili. Kolik z 62 poslanců Rady města Sevastopol hlasovalo pro přijetí Deklarace, není známo.

## Text Deklarace nezávislosti Autonomní republiky Krym a města Sevastopol

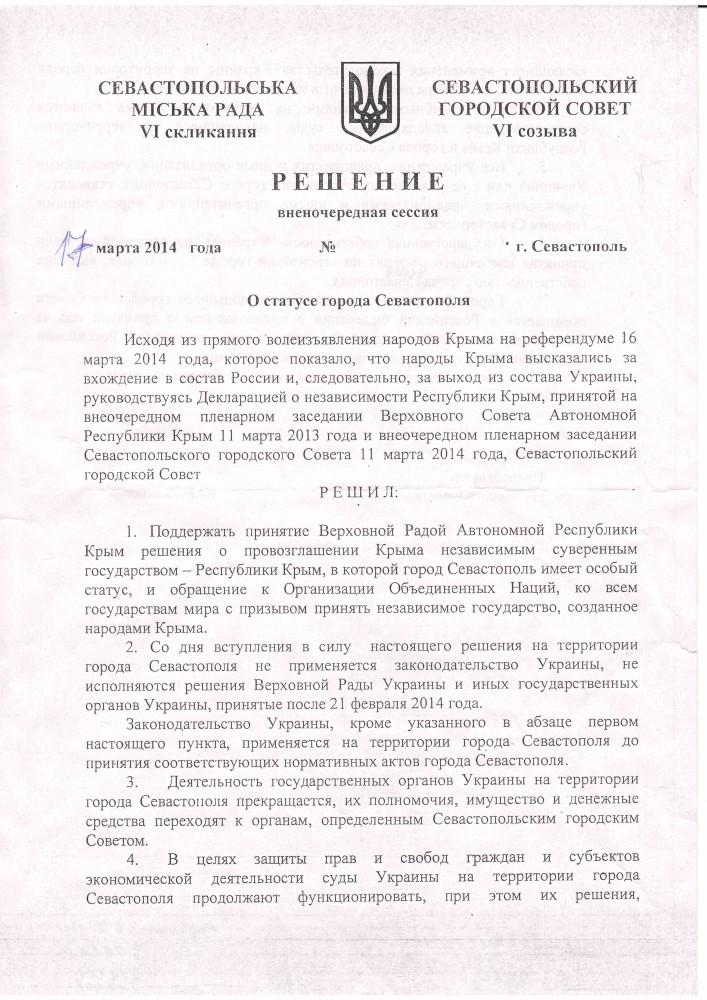
Změna statusu města Sevastopol o připojení k Rusku. 17.03.2014

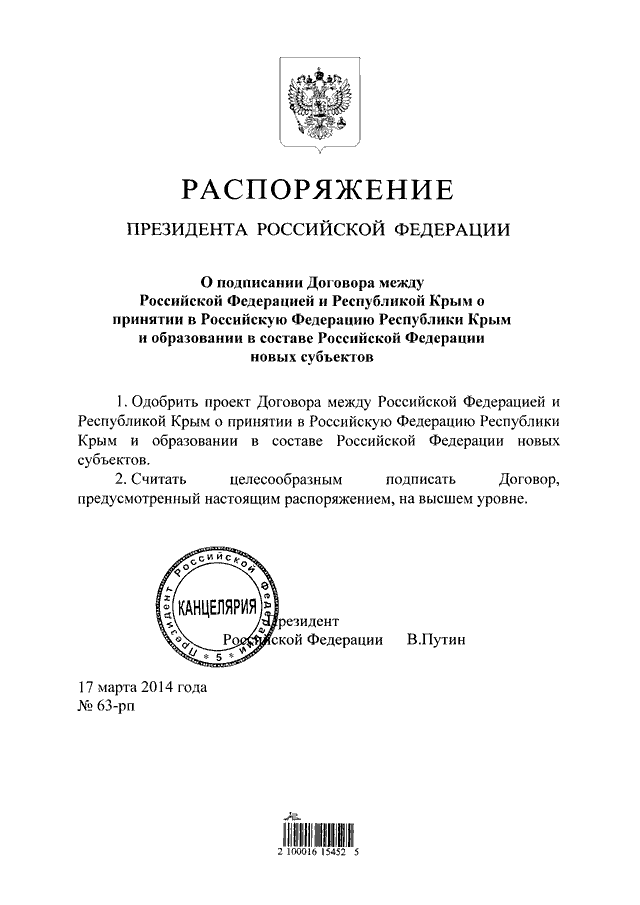
Usnesení prezidenta Ruska o podpisu Smlouvy o přijetí Republiky Krym k Ruské federaci

| „ | My, poslanci Nejvyšší rady Autonomní republiky Krym a městské rady Sevastopol, na základě ustanovení Charty Organizace spojených národů a mnoha dalších mezinárodních nástrojů, uznávajících právo národů na sebeurčení, taktéž s přihlédnutím k opětovnému potvrzení ze strany mezinárodního soudního dvora o Kosovu z 22. července 2010 na skutečnost, že jednostranné vyhlášení nezávislosti ze strany státu neporušuje žádná pravidla mezinárodního práva, přijímáme společné rozhodnutí: 1. Pokud v důsledku výsledků přímého vyjádření národů Krymu ze dne 16. 3. 2014 bude rozhodnuto o vstupu Krymu, tedy Autonomní republiky Krym a města Sevastopol jako části Ruska, Krym bude po referendu prohlášen za nezávislý a svrchovaný stát s republikánskou formou vlády. 2. Republika Krym bude demokratický, sekulární a mnohonárodnostní stát, který je povinen udržovat mír mezi jednotlivými etniky a mezinárodní dohody na svém území. 3. Republika Krym jako nezávislý a suverénní stát, v případě relevantních výsledků referenda, podá k Ruské federaci návrh na přijetí Republiky Krym, na základě příslušné mezinárodní dohody s Ruskou federací, aby se stal novým subjektem Ruské federace. | “ |
| — Předseda Nejvyšší rady Autonomní republiky Krym Vladimir Konstantinov, předseda městské rady Sevastopol Jurij Dojnikov | |   |

## Důsledky
- Z deklarace vyplývá, že po referendu může Sevastopol vstoupit do Ruska v rámci Republiky Krym jakožto samostatný subjekt, pokud s Ruskem uzavře příslušnou smlouvu. 11. března 2014 tiskový odbor Nejvyšší rady Autonomní republiky Krym podal vysvětlení, že deklarace je důležitým dokumentem nezbytným k zákonnému připojení Krymu k Rusku, ale také k možnosti všelidového hlasování.[14] Ve stejný den předseda Nejvyšší rady Krymu Vladimir Konstantinov také řekl, že deklarace je nutnou procesní písemností a pomůže zajistit, aby celý postup připojení k Rusku byl uznán jako legitimní. Kromě toho deklarace mění název z Autonomní republika Krym na Republika Krym.[15]
- Drtivá většina států v OSN však považuje tuto deklaraci za nelegální a tedy bez jakéhokoli právního účinku.[6]

## Reakce

### Organizace spojených národů
- 15. března 2014 – Na zasedání Rady bezpečnosti byl předložen k hlasování návrh usnesení, který zdůrazňoval závazek Rady týkající se zásad jednoty, svrchovanosti a územní celistvosti Ukrajiny. 13 členských států Rady hlasovalo "pro", Rusko hlasovalo "proti" a Čína se zdržela hlasování.[16]

### Ruská federace

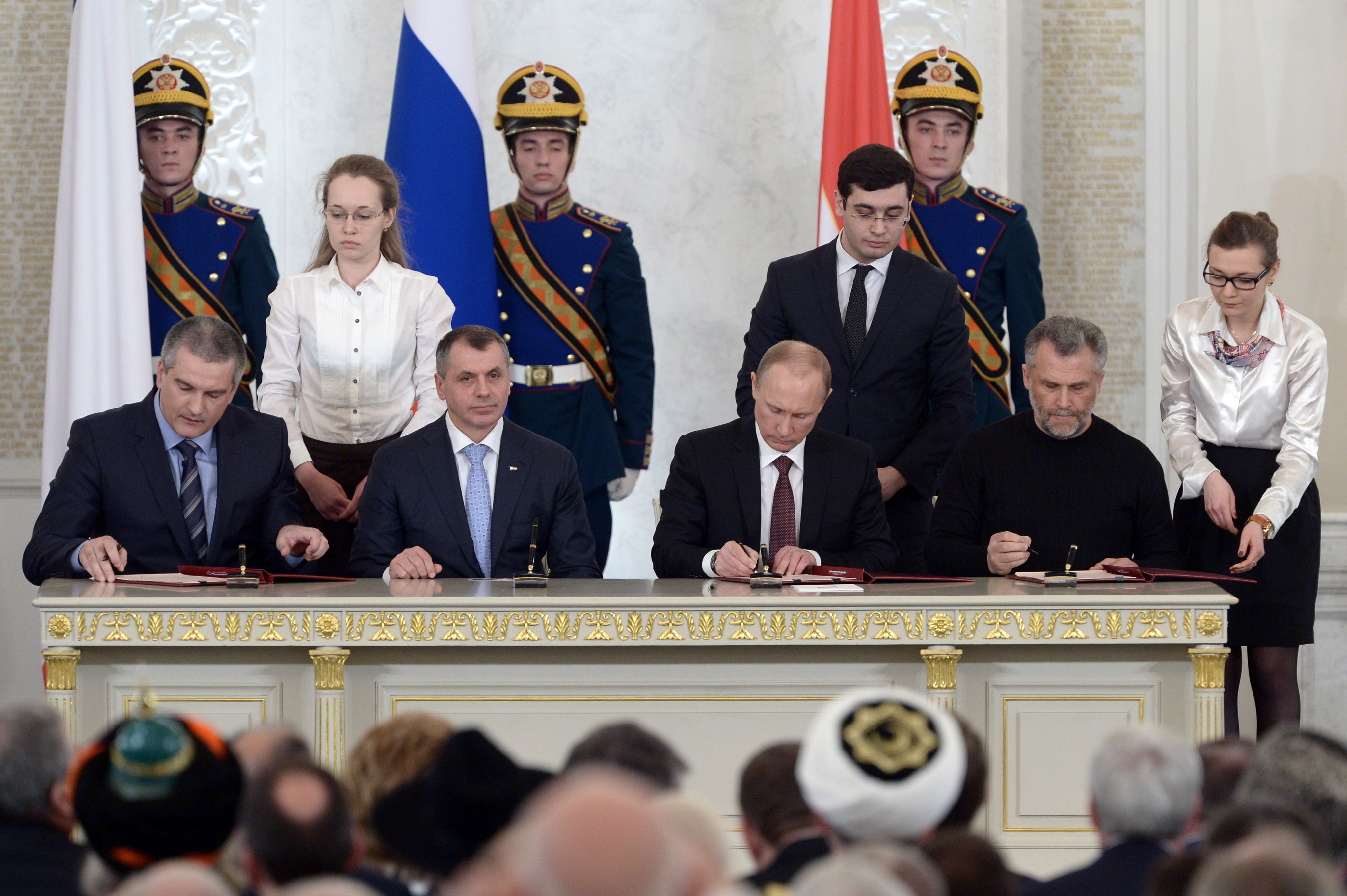
Podpis dohody o přijetí Republiky Krym k Ruské federaci. Moskva, Kreml, 18. březen 2014

- 11. března ruské ministerstvo zahraničí oznámilo, že považuje rozhodnutí krymského parlamentu za legitimní, a že Ruská federace bude plně respektovat svobodnou vůli lidu Krymu a výsledky referenda.[17]
- 11. března pronesl během zasedání ruské státní dumy předseda Liberálně-demokratické strany Ruska Vladimir Žirinovskij poznámku: „V neděli nemluvíme o tom, že obyvatelé Krymu se chtějí připojit (k Rusku) jako občané Ukrajiny, již dnes jsou občany nezávislého státu, Republiky Krym.“[18]
- Předseda výboru Rady federace pro ústavní legislativu, soudnictví a právní záležitosti, rozvoj občanské společnosti Andrej Klišas: „Deklarace nezávislosti Krymu je plně v souladu s mezinárodním právem a praxí“.[19]
- 11. března místopředseda státní dumy a člen frakce Liberálně-demokratické strany Ruska Igor Lebeděv řekl, že věří, že deklarace bude usnadňovat proces vstupování do ruského právního systému.[14]
- 18. března předseda Státní rady Republiky Krym Vladimír Konstantinov, předseda Rady ministrů Krymu Sergej Aksenov a předseda Koordinační organizační rady města Sevastopol a sevastopolské městské správy Alexej Čalyj, podepsali s ruským prezidentem Vladimírem Putinem Dohodu o přijetí Republiky Krym k Ruské federaci. Republika Krym je považována za přijatou k Ruské federaci k datu podpisu Dohody. Po přijetí do Ruské federace bude Republika Krym tvořit v rámci federace dvě nové entity, Republiku Krym a federální město Sevastopol.[20]
- 21. dubna vydala Rada při úřadu prezidenta Ruské federace pro rozvoj občanské společnosti a lidských práv (oficiální poradní orgán ruského prezidenta) zprávu, podle které jsou výsledky referenda na Krymu zfalšované.[9]

### Ukrajina
- 11. března 2014 vyjádřilo ukrajinské ministerstvo zahraničí protest vůči prohlášení ruského ministerstva zahraničí, a uvedlo, že rozhodnutí Nejvyšší rady Autonomní republiky Krym jsou protiústavní, nezákonná a neplatná.[21][22]
- 14. března 2014 podepsal prezident Ukrajiny a Nejvyšší rady Oleksandr Turčynov dokument o pozastavení platnosti Dekretu, který neodpovídá Ústavě a zákonům Ukrajiny.[23]
- 11. března 2014 se ukrajinský generální prokurátor u soudu v Kijevě odvolal vůči Nejvyšší radě Krymu a Sevastopolské městské rady, které přijaly prohlášení o nezávislosti autonomie.[24][25] Současně podal návrh na zajištění požadavků státního zástupce o zastavení těchto rozhodnutí.[24]
- 11. března 2014 stálý představitel prezidenta Ukrajiny na Krymu Sergej Kuničin řekl, že věří, že Dekret o přijetí je nelegitimní a že Krym je stále v právní gesci Ukrajiny.[26]
- 11. března 2014 zástupce ukrajinské Strany regionů Jurij Mirošničenko řekl, že věří, že přijetí dekretu je nelegitimní rozhodnutí.[27]
- Představitel krymskotatarského národního shromáždění Refat Chubarov negativně hovořil o přijetí dokumentu, protože prý prohlubuje krymskou krizi.[28]

### Evropská unie
- Oficiální postoj Evropské unie je, že deklarace i referendum jsou nelegální a nemají žádný právní účinek.[7] Existují hlasy v Evropském parlamentu, které vyzývají k uznání Krymu (např. členka evropského parlamentu a předsedkyně Francouzské národní fronty Marie Le Pen uznala výsledky referenda a vyzvala Evropskou unii, aby byla konzistentní ve své politice),[29] nebo 12. března prohlásil italský poslanec Evropského parlamentu Pino Arlacchi, že Evropa by měla uznat krymské odtržení od Ukrajiny. Zmínil to v souvislosti se vznikem Kosova;[30] tyto názory jsou ale ojedinělé.

### Další státy
- 22. března afghánský prezident Hámid Karzaj podpořil připojení Krymu k Rusku. Při své návštěvě amerického kongresu sdělil, že lidé na Krymu projevili svoji svobodnou vůli a rozhodli o své budoucnosti v referendu a mají tak právo na sebeurčení[31][32][33][34]
- 20. března uznalo Ministerstvo zahraničí Kyrgyzstánu výsledky referenda[35][36]
- Ministerstvo zahraničí Francie prohlásilo Deklaraci nezávislosti Krymu za nelegitimní, stejně tak i provedení referenda o statusu autonomie republiky ze 16. března. Jak dále uvádí, toto rozhodnutí je v rozporu s ukrajinskou ústavou a normami mezinárodního práva[37]
- 12. března ministr zahraničí Japonska Fumio Kišida vyjádřil názor, že Deklarace je v rozporu s ukrajinskou ústavou[38]
- Ministr zahraničních věcí Spojených států amerických John Kerry řekl, že vyhlášení nezávislosti se neshoduje s ukrajinskou ústavou[39]